# Guilherme Pompeu
Guilherme Pompeu (1656, Vila de Parnaíba, atual Santana de Parnaíba em São Paulo - 1713, Vila de Parnaíba) foi um padre na Capitania de São Vicente, no Estado do Brasil. Era filho de um industrial do ramo do ferro, que enriqueceu produzindo manufaturados. Estudou com os jesuítas em Salvador e poderia ter seguido na vida eclesiástica, mas se relacionou com uma indígena com quem teve uma filha de nome Inês. Esteve intimamente ligado ao contrabando de prata proveniente de Potosi através do Brasil, vindo a construir um castelo com capela e espaçoso hotel. Suas operações de contrabando foram feitas com a ajuda de parentes de sangue e afiliados. Indiretamente contribuiu à descoberta de ouro na futura Capitania de São Paulo e Minas de Ouro e que seria extraído pelo Reino de Portugal no século XVIII.

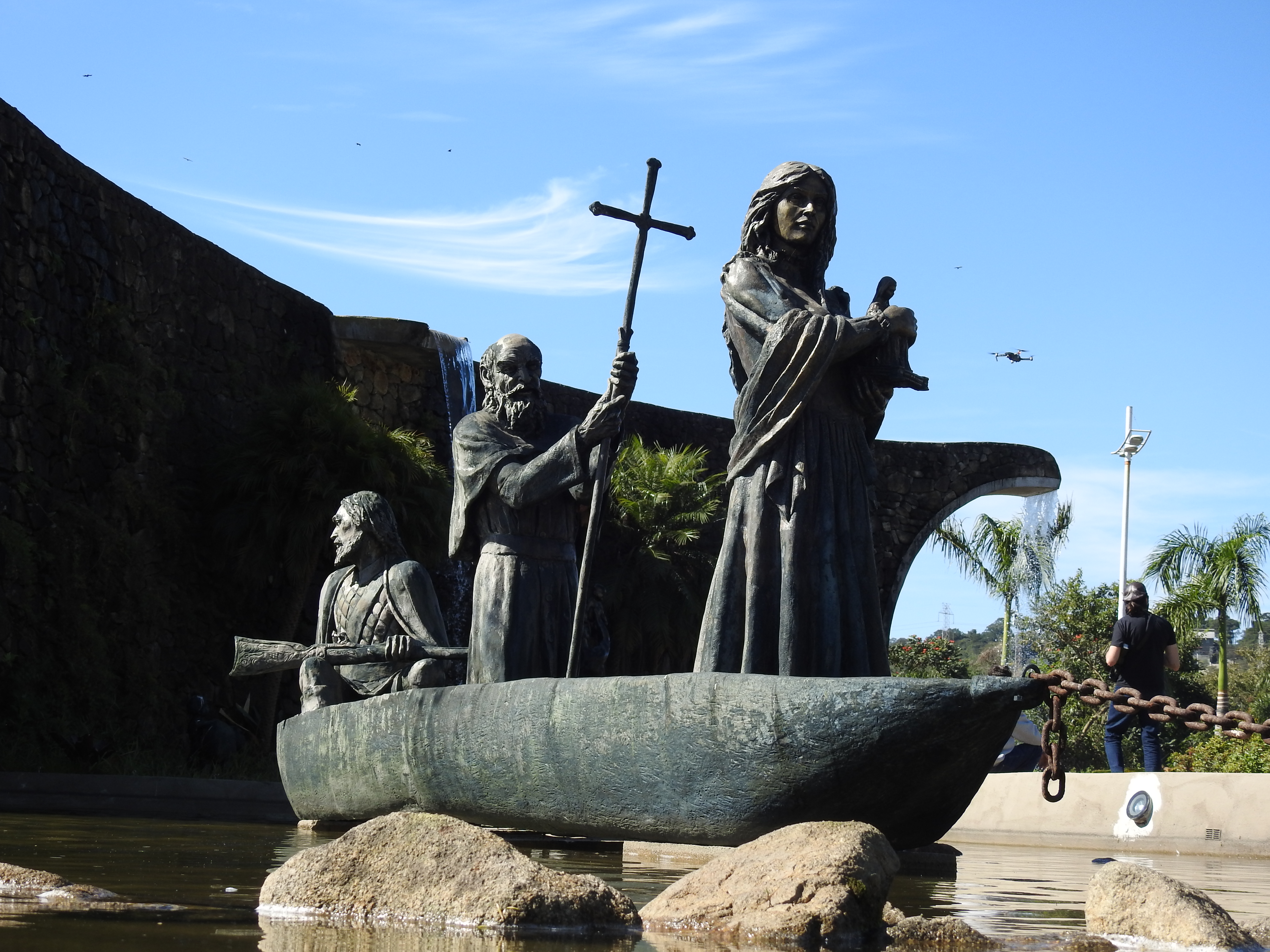
Monumento aos Bandeirantes, em Santana de Parnaíba, São Paulo. André Fernandes é o primeiro, o segundo é o padre Guilherme Pompeu e a terceira Susana Dias (mãe de André), com a imagem de Santana nas mãos. Murilo Sá Toledo (2006).